# Gagausische Sprache
Die gagausische Sprache (Eigenbezeichnung Gagauz dili oder Gagauzça; ehemalige kyrillische Schreibweise Гагауз дили, Гагаузча) ist die Sprache der Gagausen, die zu den Turkvölkern gehören. Sie basiert auf einem balkantürkischen Dialekt und gehört somit zu den südwesttürkischen Sprachen innerhalb der Turksprachen. Gagausisch ([gagaˈuːzɪʃ]) ist heute eine Amtssprache der autonomen Region Gagausien in der Republik Moldau.
Eine mündliche wie auch schriftliche Kommunikation ist zwischen Sprechern des Gagausischen und des Türkei-Türkischen problemlos möglich, da beide Sprachen nur gering voneinander abweichen.

## Hauptverbreitung
Gagausisch wird in einer südlichen Region Moldaus, dem Budschak (siehe auch Gagausien), und in der Region Odessa, dem angrenzenden Südwestzipfel der Ukraine, gesprochen. Heute beträgt allein die Zahl der Gagausen in Moldau 171.500, die Gesamtzahl liegt bei etwa 250.000. Gagausische Restgruppen leben auch in Rumänien, Bulgarien, Griechenland und in der Türkei sowie in einigen GUS-Staaten.

## Namensherkunft und alternative Bezeichnungen
Die gagausische Sprache wurde nach den Gagausen benannt und wird generell in der Türkei aufgrund der sehr nahen sprachlichen Verwandtschaft als „gagausisches Türkisch“ (Gagavuz Türkçesi) bezeichnet und als Dialekt des Türkischen angesehen.
Diese einst in Bulgarien und auf dem Balkan lebende Bevölkerungsgruppe, über deren Herkunft und Entstehung es verschiedene Theorien gibt, hat sich aufgrund ihrer christlich-orthodoxen Religion von anderen Gruppen der Türken und Tataren abgehoben.  Anzumerken ist auch, dass einige Turkologen die Umgangssprachen der Türken und Tataren in Bosnien und Herzegowina, Bulgarien, Griechenland, Montenegro, Nordmazedonien, Rumänien und Serbien unter dem Oberbegriff „gagausische Sprache“ zusammengefasst haben. Andere beziehen diesen Oberbegriff auf die Sprachen aller traditionell christlichen Türken des Balkans.

## Klassifizierungsmöglichkeiten
Wie alle Sprachen innerhalb der Turksprachen kann man auch das Gagausische unterschiedlich klassifizieren. So wird diese Sprache z. B. im „Fischer Lexikon Sprachen“ (1987) wie folgt klassifiziert:
- Turksprachen
  - Westlicher Zweig
    - Bulgarische Gruppe
    - Oghusische Gruppe
      - Oghusisch-Turkmenisch
      - Oghusisch-Bulgarisch
        - Gagausisch

Dagegen klassifiziert das „Metzler Lexikon Sprache“ (1993) das Gagausische so:
- Turksprachen
  - Südwesttürkisch (Oghusisch)
    - Gagausisch

Aktuelle Klassifikation (Stand 2006):
- Turksprachen
  - Oghusisch
    - Westoghusisch
      - Gagausisch

Siehe auch Artikel Turksprachen.

## Alphabete
Im 19. Jahrhundert gab es erste Veröffentlichungen religiösen Charakters in dieser Sprache. Dafür wurde das griechische Alphabet verwendet.
Eine eigenständige gagausische Schriftsprache mit einem modifizierten kyrillischen Alphabet wurde 1957 geschaffen.
Im Jahr 2000 führten die Gagausen ein neues, lateinisch-türkisches Alphabet ein, das mit den Zusatzzeichen ä und ţ (dieses für die Schreibung nichttürkischer, meist rumänischer Wörter) dem modernen Alphabet des Türkei-Türkischen sehr nahesteht.
- ehemaliges Kyrill-Alphabet

| А а | Ӓ ӓ | Б б | В в | Г г | Д д | Е е | Ё ё |
| Ж ж | З з | И и | Й й | К к | Л л | М м | Н н |
| О о | Ӧ ӧ | П п | Р р | С с | Т т | У у | Ӱ ӱ |
| Ф ф | Х х | Ц ц | Ч ч | Ш ш | Щ щ | Ъ ъ | Ы ы |
| Ь ь | Э э | Ю ю | Я я |     |     |     |     |

- modernes Latein-Alphabet

| А а | Ä ä | B b | C c | Ç ç | D d | Е е | Ê ê |
| F f | G g | H h | I ı | İ i | J j | K k | L l |
| M m | N n | O o | Ö ö | Р р | R r | S s | Ş ş |
| T t | Ţ ţ | U u | Ü ü | V v | Y y | Z z |     |

## Vergleich von Gagausisch und Türkisch
| Deutsch   | Gagausisch  | Türkei-Türkisch      | deutsche Übersetzung               |
| --------- | ----------- | -------------------- | ---------------------------------- |
| Januar    | Büük ay     | Büyük ay             | großer Monat                       |
| Februar   | Küçük ay    | Küçük ay             | kleiner Monat                      |
| März      | Baba marta  | Baba Mart            | Vater März                         |
| April     | Çiçek ay    | Çiçek ay             | Blumen-Monat                       |
| Mai       | Hederlez ay | Hıdırellez ay        | Monat des Hıdrellez-Fests (6. Mai) |
| Juni      | Kirez ay    | Kiraz ay             | Kirschen-Monat                     |
| Juli      | Orak ay     | Orak (ekin bicme) ay | Sichel-Monat                       |
| August    | Harman ay   | Harman ay            | Dresch-Monat                       |
| September | Ceviz ay    | İstavroz             | Nuss-Monat                         |
| Oktober   | Canavar ay  | Ekim                 | Wolf-Monat                         |
| November  | Kasım ay    | Kasım                | November                           |
| Dezember  | Kırım ay    | Kırım ay             | Schlacht-Monat                     |